# Khanato di Derbent
Il Khanato di Derbent (in persiano خانات دربند‎  - Khānāt-e Darband) è stato un khanato caucasico stabilito dalla dinastia persiana degli Afsharidi. Corrispondeva all'attuale Daghestan meridionale e il suo centro era a Derbent. Comprendeva i clan del nord del popolo lezgino.

## Storia
Gran parte del Daghestan faceva parte dell'Impero safavide iraniano sin dal XVI secolo. All'inizio del XVIII secolo, in seguito alla lenta disgregazione dello stato safavide, ci furono rivolte nel Caucaso nord-orientale contro il dominio persiano. L'Impero russo e l'impero Ottomano, entrambi rivali imperiali dei Persiani, ne approfittarono. Nel 1722, Pietro il Grande dichiarò guerra alla Persia e iniziò la guerra russo-persiana del 1722-1723. Questa fu la prima volta che i russi avviarono una spedizione per la cattura di Derbent e oltre lungo il Caucaso. Durante e prima dell'occupazione di Derbent da parte di Pietro I, il naib della città era l'Imam Quli Khan ed era naturalmente di religione sciita come il resto dell'Impero Safavide. Propose all'imperatore russo le chiavi delle porte della città.
Pietro I riconfermò l'Imam Quli Khan come capo di Derbent e delle sue truppe "native" assegnandogli il grado di Generale Maggiore. Nel settembre 1723 in seguito alla guerra russo-persiana (1722-1723) e all'imminente Trattato di San Pietroburgo, lo shah safavide Sultan Husayn, il cui impero era già da anni in disordine e in rovina, fu costretto a cedere Derbent insieme ai tanti altri territori iraniani nel Caucaso. Tuttavia, alcuni anni dopo, in relazione all'aggravarsi delle relazioni russo-turche e alla nuova ascesa della Persia guidata dal brillante generale militare Nader Shah, la Russia si trovò costretta a cedere tutti i territori entro marzo 1735 nel Trattato di Ganja al fine di evitare una costosa guerra contro la Persia, e anche nell'ottica di costruire un'alleanza contro il nemico vicino comune, la Turchia ottomana. La maggior parte degli altri territori erano già stati restituiti attraverso il Trattato di Resht nel 1732 per le stesse ragioni.
Dopo la morte di Nader Shah nel 1747 il suo immenso impero si disintegrò e le ex province persiane nel Caucaso (wilaya) formarono dozzine di khanati con varie forme di autonomia, una delle quali di recente formazione fu khanato di Derbent. A partire dal 1747 con il titolo di Khan, il primo sovrano del khanato di Derbent fu il figlio dell'Imam Kuli Khan - Muhammad Hassan (citato anche come Magomed-Hussein o Mohammed Hussein).

## Appartenenza nel Khanato di Quba
Nel 1765, il khan di Quba, Fatali Khan, conquistò Derbent e unì il khanato di Derbent ai suoi possedimenti con l'aiuto di shamkhal, utsmi e il qadi di Tabasaran. Dopo la sottomissione del Khanato, il suo sovrano Mohammed Hussein Khan Derbendi fu accecato e imprigionato prima a Quba e poi a Baku. Dopo un po' di tempo, Mohammed Hussein Khan morì a Baku.
Dopo la morte di Fatali Khan, il suo governo quasi indipendente e di breve durata crollò. Il suo successore, Ahmed Khan, governò solo per due anni e morì nel marzo 1791, dopodiché il nuovo khan di Quba divenne suo fratello Sheikh Ali Khan. Come risultato dell'insoddisfazione per le politiche di Sheikh Ali Khan, Derbent divenne nuovamente un khanato indipendente, e nel maggio 1799 ricevette nuovamente il proprio khan, il quale era il figlio più giovane di Fatali Khan, chiamato Hasan Aga. Nel 1802 e Hasan Khan morì e lo sceicco Ali Khan riprese il possesso di Derbent al Khanato di Quba.

## La cessione forzata iraniana dei Qajar e la fine del khanato
Nel 1806 durante la guerra russo-persiana del 1804-1813, il khanato fu occupato dalle truppe russe. Secondo il Trattato di Golestan, firmato il 12 ottobre 1813, nel villaggio di Buzluq (in Karabakh) la Persia fu costretta a cedere il Khanato di Derbent alla Russia. Oltre al khanato di Derbent secondo i termini del trattato, fu anche costretto a cedere irrevocabilmentei Baku, Karabakh, Ganja, Shirvan, Shaki, Cuban, Georgia,  più ampio Daghestan e tutti territori che facevano parte integrante dell'Iran.